# دل ديفيس
دل ديفيس (بالإنجليزية: Del Davis)‏ هو منافس ألعاب قوى أمريكي، ولد في 3 مايو 1960.